# Хиршбах (Нижняя Австрия)
Хиршбах (нем. Hirschbach (Niederösterreich)) — ярмарочная коммуна (нем. Marktgemeinde) в Австрии, в федеральной земле Нижняя Австрия.
Входит в состав округа Гмюнд. Население составляет 598 человек (на 31 декабря 2005 года). Занимает площадь 7,89 км². Официальный код — 30917.

## Политическая ситуация
Бургомистр коммуны — Райнальд Шефер (СДПА) занимает этот пост по результатам выборов с 2020 года.
Совет представителей коммуны (нем. Gemeinderat) состоит из 15 мест, разделённых между тремя партиями:
- СДПА занимает 6 мест.
- АНП занимает 4 места.
- Партия HIRSCHBACH занимает 5 мест.